# Karl Friedrich Werner (Pfarrer, 1804)

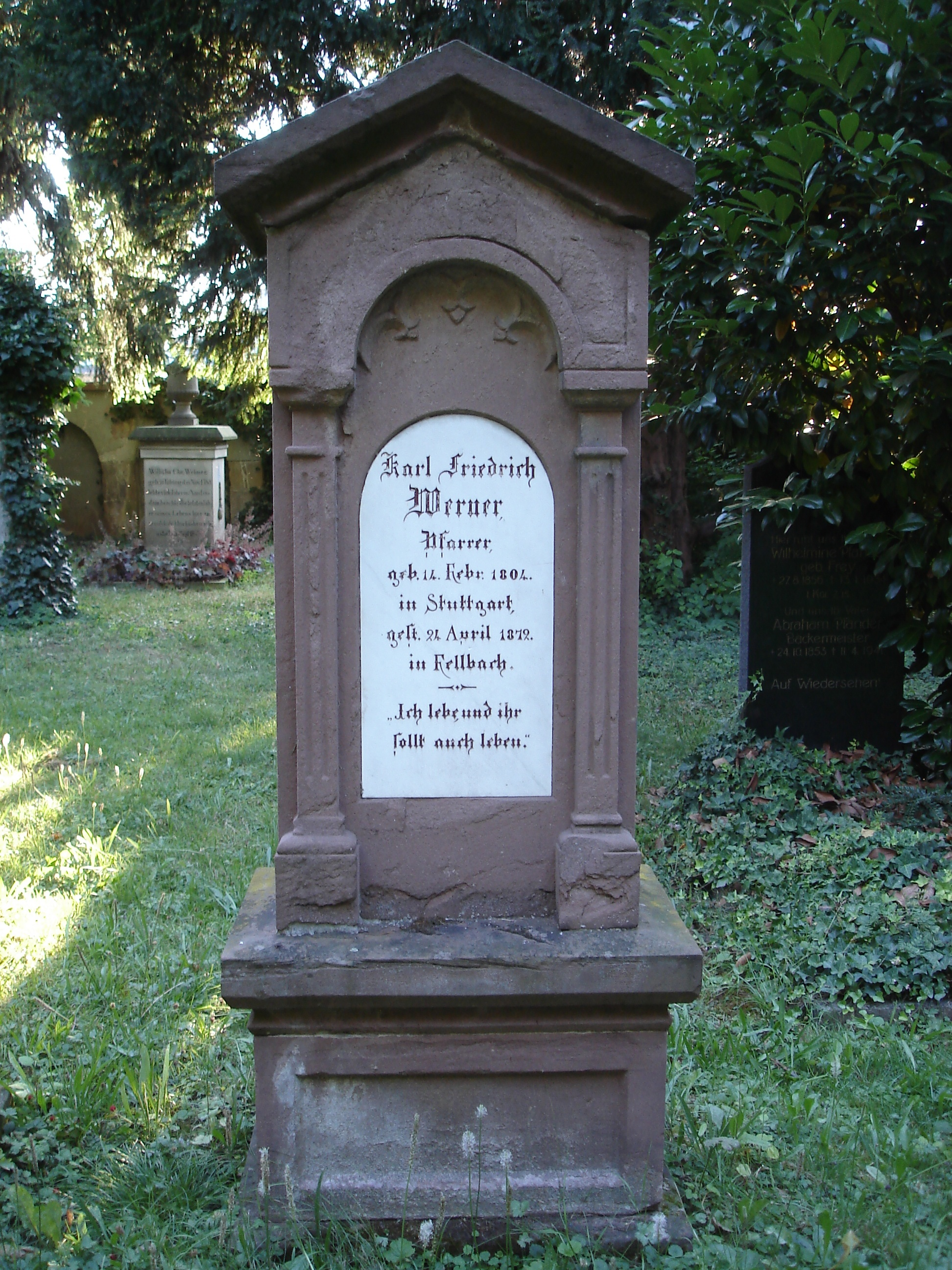
Werners Grab auf dem Alten Friedhof in Fellbach

Karl Friedrich Werner (* 14. Februar 1804 in Stuttgart; † 24. April 1872 in Fellbach) war ein schwäbischer Pfarrer, Pietist und Autor.
Der ältere Bruder August Hermann Werners, Enkel von Israel Hartmann und Schwiegersohn von Christian Heinrich Zeller, wurde von seinem Vater, einem Stuttgarter Lehrer, streng erzogen und litt früh unter Depressionen und Ängsten. Eine Freundschaft mit dem Schriftsteller Wilhelm Waiblinger ging schnell in die Brüche. Werner beschrieb sich später selbst als „hypochondrisch“. 
Eine Studienreise „zu literarischen Zwecken“ durch weite Teile Deutschlands (1829/1830) führte ihm den Bruch zwischen den Einflüssen der Aufklärung und dem Konservatismus kirchentreuer Kreise vor Augen, und er fühlte sich nun berufen, den „Unglauben“ zu bekämpfen. Er arbeitete nach dem Theologiestudium zunächst als Repetent in Blaubeuren und als Lehrer am Seminar der Basler Mission. Ab 1834 betreute er als Pfarrer verschiedene Gemeinden. 
Vor allem in Fellbach (1849–1872), seinerzeit einer wahren Hochburg des Pietismus, entwickelte er umfangreiche Aktivitäten. Seine Altpietistische Gemeinschaft konnte sich allerdings nicht dauerhaft gegen die Hahn’sche Gemeinschaft durchsetzen. Eifrig betätigte er sich auch zu Gunsten der „Heidenmission“; alljährlich fand am 2. Februar in Fellbach ein Missionsfest statt. Seine beiden jüngsten Töchter mussten gar als „Missionsbräute“ nach Übersee gehen. Vor Ort kümmerte sich Werner, inspiriert durch seinen Bruder, insbesondere um verwahrloste Kinder, richtete Suppenanstalten ein und gründete einen Kinderrettungsverein.
Zu seinem Verwandtenkreis zählte der gleichnamige Vetter (vgl. Karl Friedrich Werner, Pfarrer 1806), der als Übersetzer und Bearbeiter von Schriften Johann Albrecht Bengels hervortrat, besonders von seinem berühmten Gnomon Novi Testamenti (1742 u.ö.). Bisweilen wurden beide verwechselt, so dass dem Fellbacher Pfarrer die Werke des Vetters irrtümlicherweise zugeschrieben wurden.   
Er war einer der Köpfe der württembergischen Erweckungsbewegung. Zwischen 1839 und 1862 redigierte er die Basler Sammlungen, von 1858 bis zu seinem Tod war er auch der Herausgeber von Erbauliche Mittheilungen. Zu seinen Werken gehört auch eine dreibändige Biographie des Pfarrers Christian Gottlob Barths. Nach Karl Friedrich Werner sind eine Straße und ein Kindergarten in Fellbach benannt, und schon 1880 erschien eine Biographie des Pfarrers.

## Werke
- Redaktion der Sammlungen für Liebhaber christlicher Wahrheit und Gottseligkeit (»Basler Sammlungen«) 54 (1839) – 77 (1862)
- Herausgabe u. Redaktion der Erbaulichen Mittheilungen. Ein Gemeinschaftsblatt zur gegenseitigen Stärkung im Glauben an den Herrn Jesum 1 (1858) – 15 (1872)
- Mitarbeit an den Jugendblättern. Monatsschrift zur Förderung wahrer Bildung, 1836ff.
- Christian Gottlob Barth, Doktor der Theologie, nach seinem Leben und Wirken, 3 Bde. Calw/Stuttgart 1865–1869 (1232 S.)